# Sextuor pour clarinette, piano et cordes
Le Sextuor pour clarinette, piano et cordes est une composition de musique de chambre d'Aaron Copland. Composé en 1935, le sextuor est une adaptation d'une pièce symphonique Short Symphony de Copland. Il est créé le 26 février 1936 à New York.

## Structure
1. Allegro vivace
2. Lento
3. Finale : précis et rythmique. Le thème est emprunté à un air du film allemand Le congrès danse sur des rythmes de charleston ou de danse populaire mexicaine.

## Source
- François-René Tranchefort, Guide de la musique de chambre, éd. Fayard 1987 p.242  (ISBN 2-213-02403-0)